# Genevieve hurrikán (2014)
A  Genevieve hurrikán (másképp említve Genevieve tájfun) a negyedik legintenzívebb Csendes-óceáni hurrikán 2014-ben a július végétől augusztus közepéig terjedő időszakban. Genevieve egy hosszúéletű ciklon volt, ami bejárta mindhárom Észak-Pacifikus medencét, ezzel a JMA (Japan Meteorological Agency) rendszerébe is bekerülve, ami következtében tájfunként is emlegetik. Ez volt az első hurrikán a 21. században, ami bejárta mindhárom pacifikus medencét a Dora hurrikán (1999) óta (2003-ban a Jimena hurrikán átlépte a dátumválasztó vonalat trópusi depresszióként, és rögtön azután szétoszlott). Genevieve a nyolcadik névvel ellátott vihar volt a szezonban, és egy trópusi hullámból keletkezett.

## Meteorológiai lefolyás

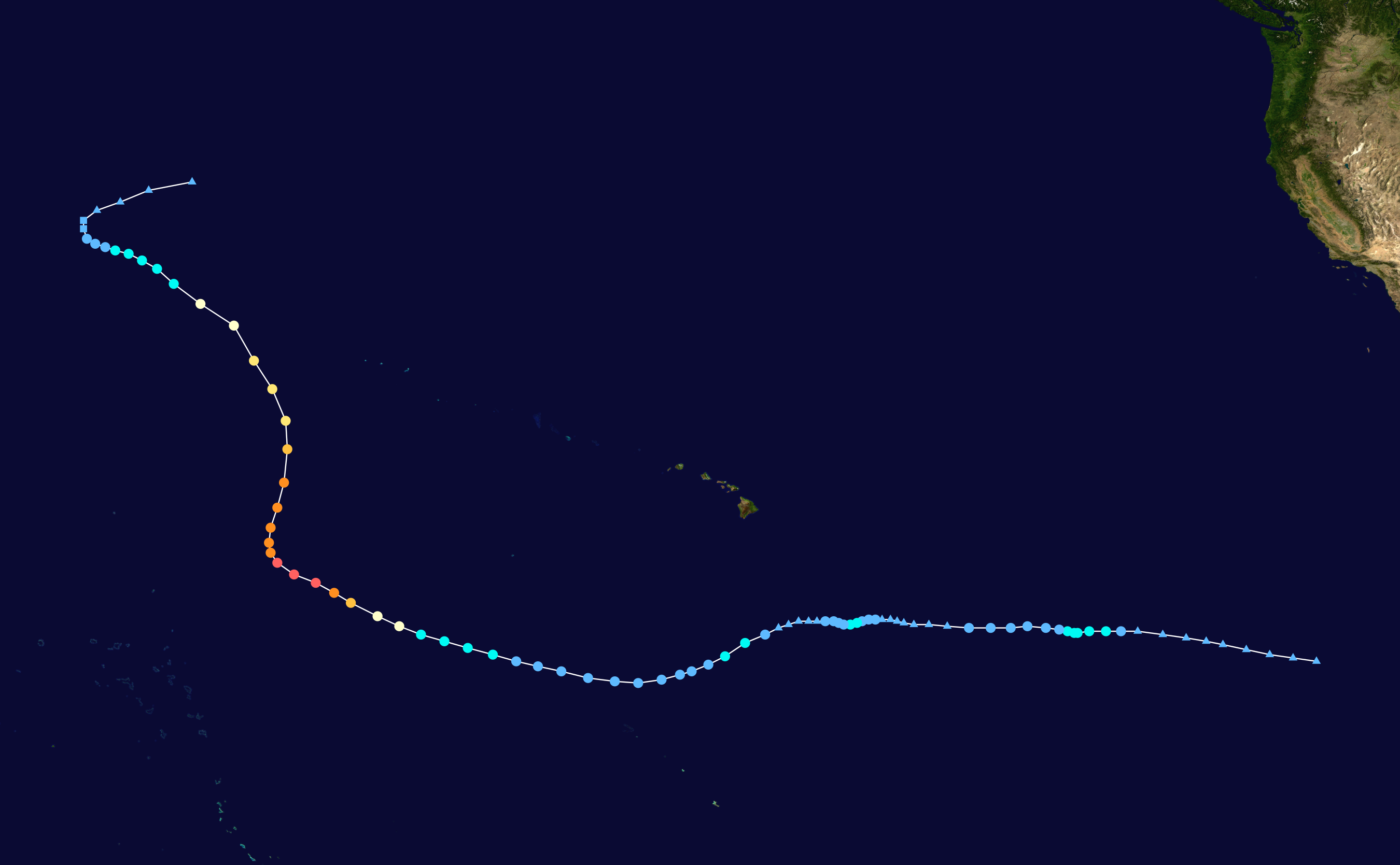
Genevieve útvonala.

### Genevieve az óceán keleti térségében
A trópusi ciklon előzménye, egy jól fejlett zivatarrendszer július 20-án keletkezett Mexikó partjaitól nyugatra. Ez a következő napokban nyugat-északnyugat felé haladva csak lassan növelte szervezettségét a kedvezőtlen magaslégköri szélviszonyok miatt. 25-ére virradóan azonban a már határozott alacsonyszintű örvénylés mellett szervezett zivatarképződés is kialakult, így előbb trópusi depresszióvá, majd kora reggel trópusi viharrá nyilvánították a rendszert. A Genevieve névre keresztelt ciklon napközben még kissé erősödött, de csupán 75 km/h-s (40 csomós)szélsebességet ért el, miközben a központjában 1004 hPa-ig csökkent a légnyomás. Az ismét megerősödő magassági szél miatt ezt követően Genevieve egyre szervezetlenebbé vált, ezért 26-án vissza is minősítették trópusi depresszióvá. A ciklon nyugat felé továbbhaladva időszakosan még produkált jelentősebb zivatarképződést, de már nem tudott visszaerősödni, miközben 27-én kora reggelre elérte a 140. nyugati hosszúsági kört.

### Genevieve az óceán középső térségében
Ezzel Genevieve átjutott az óceán középső térségébe, de itt rövid idő alatt jelentősen legyengült, így 28-ára virradó éjszaka poszttrópusi ciklonná nyilvánították. A szervezett örvénylése viszont nem szűnt meg, és nyugat felé haladva a következő napokban ismét egyre határozottabb zivatarképződés zajlott a környezetében. Ennek köszönhetően 29-én regenerálódott a ciklon, és 31-éig trópusi depresszió volt, de ekkor ismét poszttrópusi lett. Ezt követően a ciklon átmenetileg délnyugat felé haladt, továbbra is megőrizve határozott örvénylését. 1-jén pedig újfent egyre kiterjedtebb és a központ köré szerveződő zivatarfelhőzet képződött benne. Ennek eredményeképp Genevieve 2-án reggel másodszor is regenerálódva trópusi depresszió, majd napközben átmenetig gyenge trópusi vihar lett 65 km/h-s (35 csomós) szélsebességgel és 1005 hPa-os légnyomással. A ciklon - már megőrizve tartós zivatarlépődését - azonban hamar szervezetlenebbé vált a megerősödő magassági szél miatt, így visszafokozták trópusi depresszióvá, és a következő két napon nyugat felé haladva nem is változtatott az erején.

### Genevieve az óceán nyugati térségében
Az óceán nyugati térségében kezdetben tovább folytatódott - az immár tájfunná átnevezett - Genevieve erősödése. Ennek köszönhetően (a dátumugrás miatt) 7-én késő este 5-ös kategóriájú lett 260 km/h-s (140 csomós) szélsebességgel, míg a legalacsonyabb központi légnyomás másnap elérte benne a 915 hPa-t. Ekkor a struktúrája még szervezettebb lett: a tiszta szemet magas felhőtetőkkel rendelkező és kiterjedt szemfal ölelte körül, a magasabb szinteken pedig határozott szétáramlás (divergencia) fejlődött ki a tájfun felett, melyet a fátyolfelhők tettek láthatóvá. Geneveive-től északra ebben az időben egy magassági ciklon is kialakult, mely kezdetben elősegítette az előbb említett magassági szétáramlás megerősödését. Később viszont egyre közelebb került ehhez a tájfun, így a környezetében megnövekedett a magassági szél, ezáltal pedig 9-én gyengülni kezdett. Emiatt visszafokozták 4-es kategóriájúvá, és a nap végére átmenetileg a szeme is eltűnt.
Genevieve a következő két napon a magassági ciklonnal kölcsönhatva gyorsabb sebességgel észak, majd északnyugat felé haladt, keletről megkerülve a magassági ciklont. Ez az alábbi műholdképeken is látható: az elsőn a magassági ciklon még a tájfuntól nyugat-északnyugatra, majd a másodikon már nyugat-délnyugatra helyezkedett el (nagyobb méretű kép magyarázattal megtekinthető ide kattintva). Eközben folytatódott a tájfun fokozatos gyengülése, de ebben 10-én volt egy kisebb szünet, amikor rövid időre ismét láthatóvá vált a szeme. Ekkor azonban már csak erős 2-es kategóriájú volt, majd további gyengülése révén 11-én visszafokozták trópusi viharrá. Ekkor a kedvezőtlen magassági szél mellett már a hidegebb tengervíz is negatívan befolyásolta a trópusi ciklont, melyben hamar szervezetlenebb lett, majd 12-én teljesen meg is szűnt a zivatarképződés. Ezáltal a korábbinál gyorsabb ütemben gyengülve 12-én trópusi depresszió, majd a nap végén poszttrópusi ciklon lett. Mivel már nem tudott újból regenerálódni, Genevieve hosszú élete ekkor végleg véget ért.

## Károk és áldozatok
Sem károkról, sem áldozatokról nem érkezett bejelentés.

## Életútja,egyéb érdekességek
A Genevieve 20 napot (majdnem 3 hetet) volt aktív, ez idő alatt pedig bejárta a Nyugat-Csendes-óceáni hurrikánmedencét, a Közép-Csendes-óceáni hurrikánmedencét, és a Nyugatit is, ahol a trópusi ciklonokat már tájfunnak nevezik, így bekerült a 2014-es Csendes-óceáni tájfunszezon rendszerei közé is a sorrendben, ugyanúgy Genevieve néven. Ez volt az első hurrikán, ami érintette mindhárom Pacifikus hurrikánmedencét, és ez volt a leghosszabb életű hurrikán az 1994-es John óta, amely 31 napig volt aktív, és szintén keesztülment mindhárom medencén, illetve ez is tette meg a legnagyobb távolságot ez idő alatt. (Szintén 1994-ben a szezon legerősebb vihara, a Gilma hurrikán átvándorolt a Középső Pacifikus hurrikánmedencébe, és majdnem sikerült átmennie a Nyugatiba is, ahol a trópusi ciklonok neve tájfun. A maradványai viszont átlépték a határt).

## Fordítás
Ez a szócikk részben vagy egészben  a   Hurricane Genevieve (2014) című angol Wikipédia-szócikk fordításán alapul.  Az eredeti cikk szerkesztőit annak laptörténete sorolja fel. Ez a jelzés csupán a megfogalmazás eredetét és a szerzői jogokat jelzi, nem szolgál a cikkben szereplő információk forrásmegjelöléseként.